# 男女之川登三
男女之川登三（日语：／ Minanogawa Tōzō，1903年9月17日—1971年1月20日），原名坂田供次郎，日本茨城縣筑波郡菅間村出身的前大相撲力士，第34代横綱。他身高1.91米，重148公斤。他所屬的相撲部屋為高砂部屋（引退時為佐渡嶽部屋）。

## 生涯
男女ノ川登三1903年9月17日生於茨城縣筑波郡菅間村一個農家，是家中三子。他在兩歲的時候在日俄戰爭中失去了父親，並且作為一名勞工來支持他的母親。當他15歲時經1.82米高，在當時日本年輕人身材非常高大，他被高砂部屋的阿久津川發現。他於1924年1月首次亮相，並於1927年1月僅參加了六場比賽後進入十兩級別。
1928年1月，他晉升為幕內力士。1929年，發現他的力士阿久津川退休，並鼓勵他加入他新成立的佐渡嶽部屋。但當時高砂部屋師匠朝潮太郎二代並不希望他離開，甚至將他的四股名改為朝潮供次郎來強制他留下來。最終達成了一個妥協方案，男女ノ川在兩間部屋之間分配了訓練時間。
他於1930年1月昇為小結，並在1930年10月和1931年1月連續兩次獲得亞軍，這是排名第三高的關脇。除了精瘦英俊的武藏山武外，他還是當時最受歡迎的男人之一。然而，在1931年，他遭受了一系列膝傷，並於1932年被捲入所謂的“春秋園事件”，當時一些頂級力士進行罷工。 男女ノ川缺席日本相撲協會四場比賽。
他於1933年返回相撲協會，立即以不敗的紀錄奪得了他的第一個幕內級比賽冠軍，擊敗了武藏山，清水川元吉和橫綱玉錦三右衛門，他們都在罷工期間留在了協會。1934年1月，他重用四股名男女ノ川，並贏得了他的第二個冠軍，這使他晉升為大關。他在1936年1月以9-2亞軍得分晉升為橫綱，有人認為兩人同時晉升是高砂和出羽海一門之間達成的協議的結果。
雖然他在橫綱級別的戰績並不像只有一次勝越獲得總冠軍的武藏山那樣糟糕，但是男女ノ川也沒有贏得更多的優勝，並且被玉錦和占優勢的雙葉山定次所掩蓋。他從來沒有能夠擊敗雙葉山，作為橫綱只有一次贏過玉錦。1938年5月，他在13場比賽中只能贏得6場比賽，成為少數負越的橫綱。到1941年，他已36歲，因受傷他想退休，但被要求留在部屋讓前田山英五郎或安藝ノ海節男準備接替他。他最終於1942年1月引退，在這場比賽中，安藝ノ海節男創造了13-2的強勁記錄。

## 引退後
由於他的橫綱排名，男女ノ川因此能夠以年寄身分留在相撲界，但他對相撲失去了興趣。他最近結婚並建立了一個家庭，並在早稻田大學取得了法律和經濟學學位。他決定辭去相撲協會年寄（不可逆轉的決定）並競選議會。 然而，他失去了很多，並用盡了相撲協會的大部分退職金。他還通過賭博損失了錢。他嘗試了一連串失敗的工作，甚至在1958年的好萊塢電影“野蠻人與藝妓”中扮演一些角色。他最終與妻子離婚並與其子女分開，並在晚年因中風被限制在一個安老院，他於1971年去世，基本上已被大眾所遺忘。